# Český rozhlas Hradec Králové
Český rozhlas Hradec Králové je regionální rozhlasová stanice Českého rozhlasu, sídlící v Hradci Králové a vysílající pro Královéhradecký kraj. Vznikla v roce 1945. Ředitelem stanice je od roku 2017 Jiří Kánský.
Vlastní program stanice vysílá denně od 5.00 do 19.00 hodin, v několika oknech přes den a v rámci večerního a nočního vysílání šíří celoplošné pořady stanice ČRo Střední Čechy a společný program regionálních stanic Českého rozhlasu.

## Historie

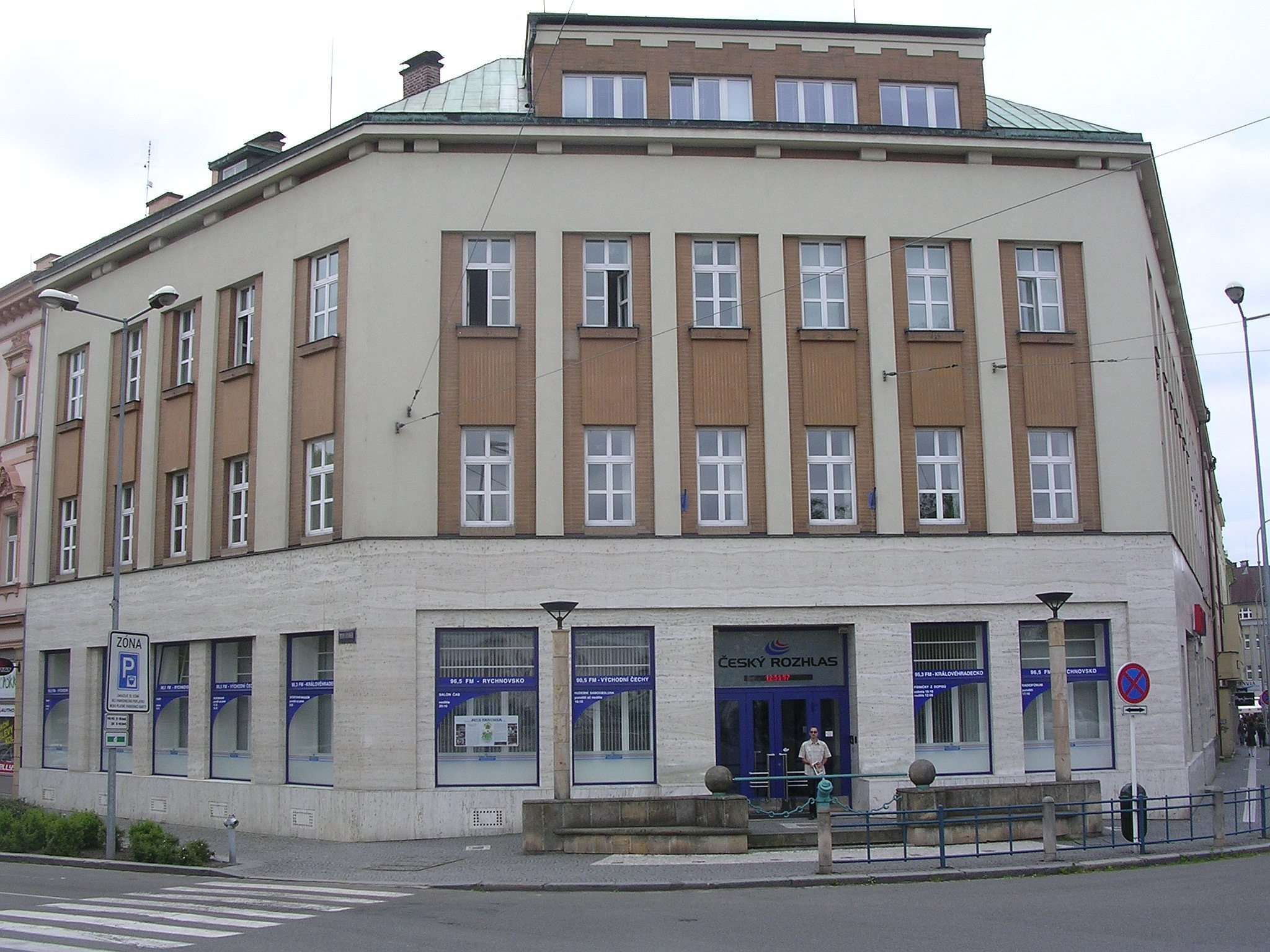
Budova Českého rozhlasu v Hradci Králové

První vysílání se z královéhradeckého studia ozvalo v závěru druhé světové války v květnu 1945 a je spojeno se jmény nadšených radioamatérů Josefa Čupra a Augustina Ševčíka. Konkrétně se tak stalo odpoledne, dne 5. května 1945, kdy se vysílaly první zprávy informující o pohybu německých ustupujících vojsk a nabádaly občany ke klidu a pořádku. Královéhradecký vysílač, v jehož čele stanul Josef Čupr, se ozýval na střední vlně 238 metrů od 7 do 23 hodin.
O programové koncepci tenkrát nemohla být ani řeč. Jediným cílem bylo sloužit potřebám osvobozeného Československa – pro nejrůznější výzvy, oznámení a provolání, pro repatrianty a vězně vracející se z koncentračních táborů. Vysílání této stanice skončilo 19. srpna 1945. O den později vydalo ministerstvo pošt povolení k provozu Východočeského vysílače, které měl přinášet program z královéhradeckého i pardubického regionu. Slavnostní zahájení provozu Východočeského vysílače bylo 26. srpna roku 1945 v královéhradeckém kině Sokol.
Patronát nad vysílačem převzalo Sdružení měst českého severovýchodu a o financování se staraly národní výbory. Tou dobou se rozhlas přestěhoval do Fuchsovy vily ve Vrchlického ulici v Hradci Králové, ve které byl umístěn i vysílač, přenášející programy obou redakcí na společné vlně 238 metrů. Začlenění do Československého rozhlasu se východočeské regionální vysílání dočkalo až po mnoha peripetiích, v listopadu roku 1950. I přesto, že vysílání z Fuchsovy vily bylo již tenkrát považováno za řešení provizorní, přežilo toto provizorium celých 54 let. Od 26. února 1999 vysílá Český rozhlas Hradec Králové z rekonstruované budovy v Havlíčkově ulici č. 292 vybavené digitální rozhlasovou technologií.
Dne 28. srpna 2013 byl Radou Českého rozhlasu jmenován ředitelem stanice Pavel Kudrna. Svou funkci vykonával od 1. října 2013 a souběžně byl i ředitelem ČRo Pardubice. K 1. březnu 2017 se ředitelem ČRo Hradec Králové a ČRo Pardubice stal Jiří Kánský.

## Pořady
- Na cestách s Petrem Voldánem – cestovatelský magazín
- Retro (invetura v archivu) – hudební pořad
- Páteční host Habaděje
- Vaříme s Habadějem – víkendový pořad

## Distribuce signálu
Stanice ČRo Hradec Králové vysílá analogově na VKV a od 15. ledna 2020 vysílá také digitálně v DAB+ multiplexu Teleko. Tato síť vysílá ve východních Čechách na kanálu 5D z vysílače Trutnov – Horský hotel Desítka na Černé hoře. Stanice vysílá také na internetu a od roku 2020 rovněž v satelitním vysílání přes družici Astra 3A (pozice 23,5° východně) v DVB-S2.
| Vysílač                | Frekvence |
| ---------------------- | --------- |
| Trutnov – Černá hora   | 90,5 MHz  |
| Hradec Králové – město | 95,3 MHz  |
| Rychnov nad Kněžnou    | 96,5 MHz  |
| Trutnov – horský hotel | 5D (DAB+) |